# Малтиняно
Малтиня̀но (на италиански: Maltignano, на местен диалект Maltëgnà, Малтъня) е малко градче и община в Централна Италия, провинция Асколи Пичено, регион Марке. Разположено е на 162 m надморска височина. Населението на общината е 2505 души (към 2011 г.).